# Casa de los Sóviets (Kaliningrado)

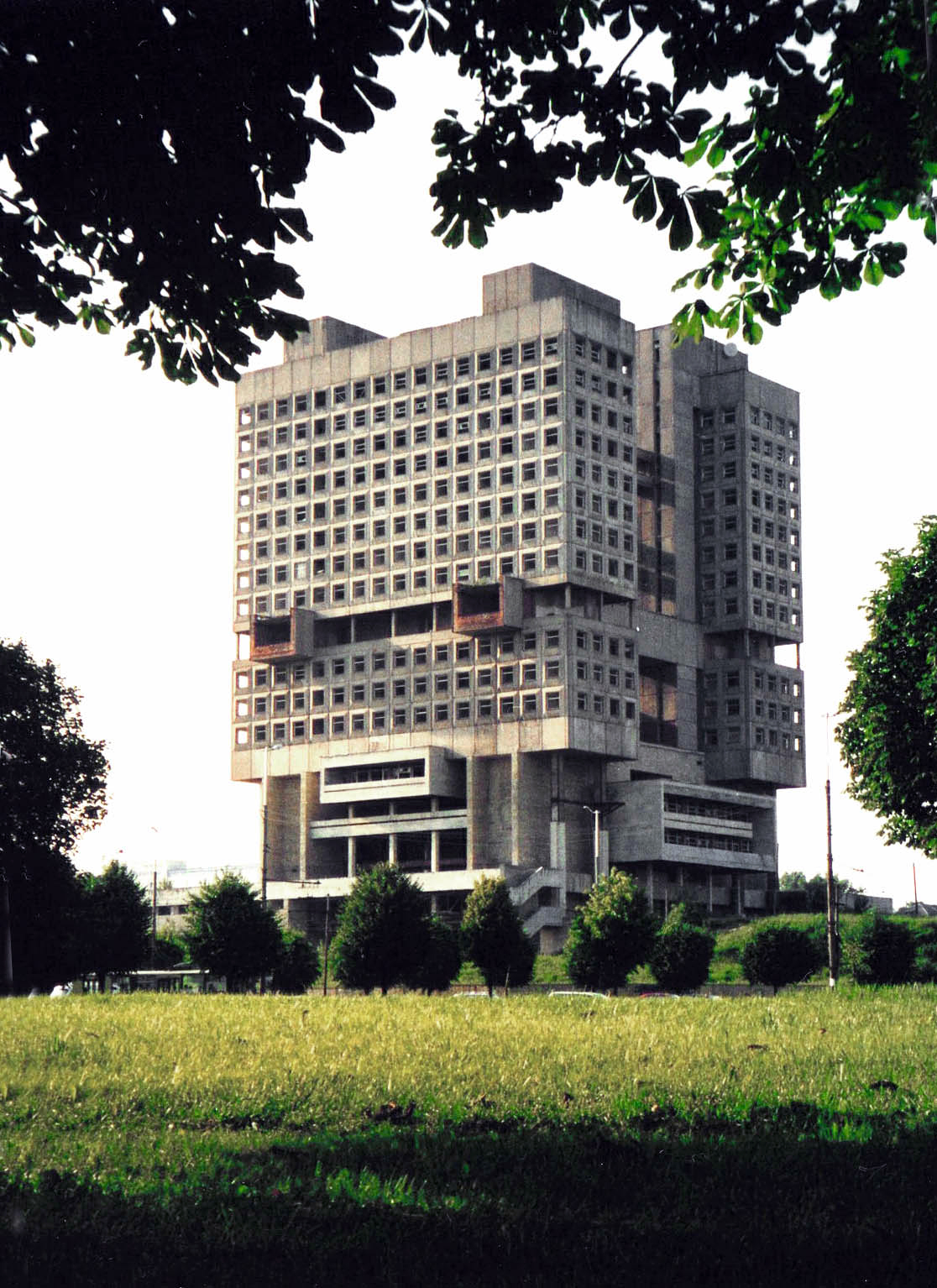
La estructura del edificio sin terminar en 2002. La Casa de los Sóviets permaneció en este estado durante más de veinte años.

La Casa de los Sóviets es un edificio situado en la ciudad de Kaliningrado (llamada Königsberg antes de 1946), situada en el óblast de Kaliningrado, un exclave de Rusia. Los habitantes de la ciudad la denominan a veces el «robot enterrado» porque su apariencia recuerda la cabeza de un robot gigante que está enterrado hasta los hombros en el suelo. El arquitecto jefe fue Yulian L. Shvartsbreim, y fue construido en el territorio ocupado previamente por el Castillo de Königsberg. El edificio está situado en la plaza central de Kaliningrado, en la intersección de las avenidas Shevchenko y Lenin.

## Historia
El Castillo de Königsberg resultó gravemente dañado durante el Bombardeo de Königsberg en la Segunda Guerra Mundial. La ciudad quedó bajo control de la Unión Soviética tras la guerra y las autoridades soviéticas optaron por no conservar los restos del castillo, afirmando que era un resto del fascismo. Lo que quedó del castillo fue derribado y limpiado entre 1967 y 1969.
La idea de lo que se construiría en su lugar mostraba influencias de las obras de Lúcio Costa y Oscar Niemeyer, en particular del diseño de la ciudad de Brasilia. Hubo dos concursos de arquitectura para la reconstrucción de la zona, en 1964 y en 1974, a los que se presentaron estudios de Moscú, Leningrado, Lituania, Letonia y Estonia. El diseño escogido fue el del arquitecto nacido en Kiev Yulian L. Shvartsbreim, que había sido galardonado con el premio estatal de la Unión Soviética y era muy respetado en la Rusia soviética, y su estudio TsNIIEP.

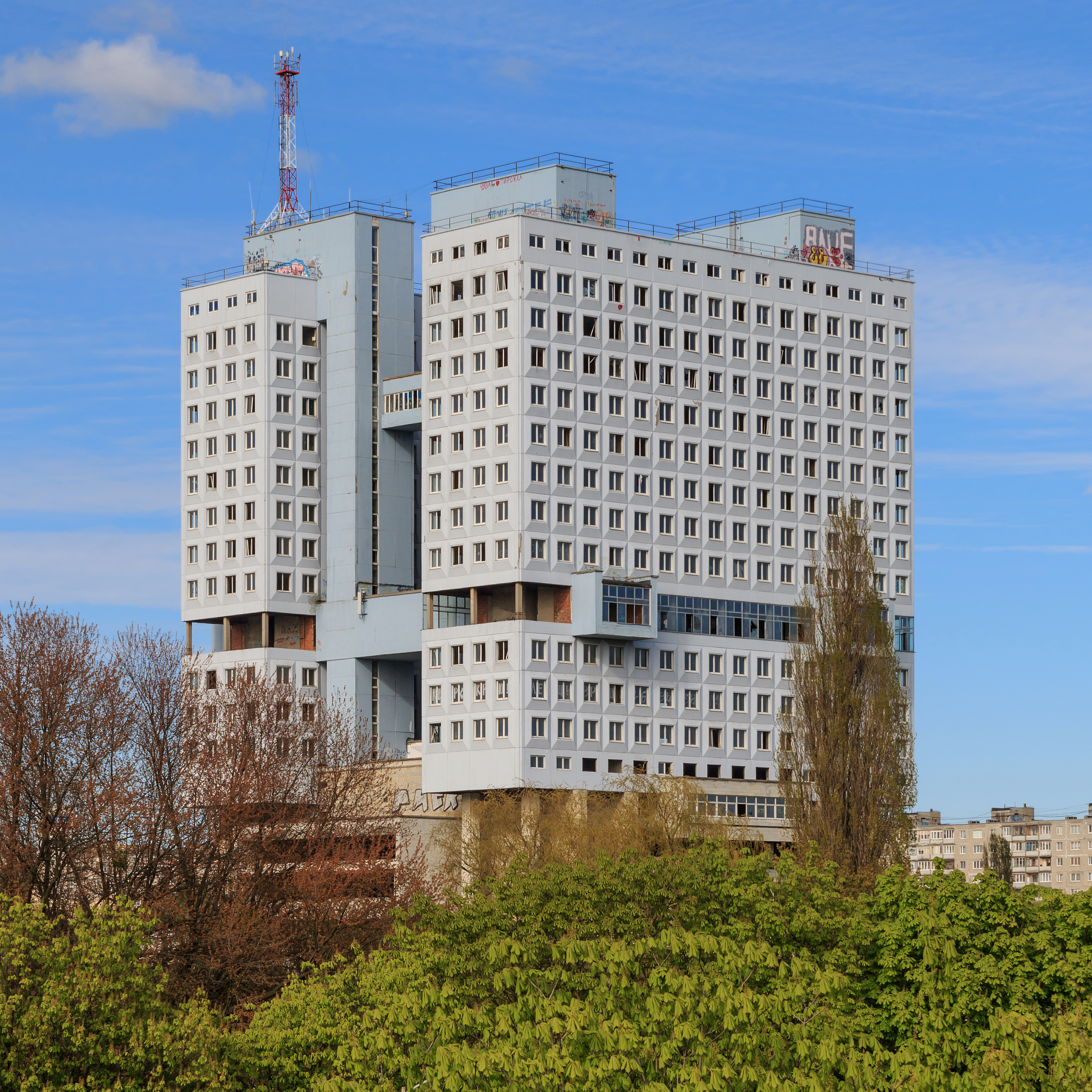
Estado del edificio tras ser pintado en 2005.

La construcción del que iba a ser el edificio de la administración central del Óblast de Kaliningrado empezó en 1970. Está situado al este del antiguo castillo, cerca del antiguo foso. Colocar la pesada estructura sobre las ruinas causó problemas estructurales, agravados debido a que estaba construido sobre suelo pantanoso. Los cimientos resultaron ser inapropiados para soportar las veintiocho plantas del proyecto original, y por esta razón solo se construyeron veintiuna plantas. Las obras se pararon en 1985 después de que el comité regional del partido perdiera su interés por el proyecto y se quedara sin financiación. En 1992 hubo un intento de completar la construcción con financiación danesa pero fue abandonado, por lo que el edificio se quedó inacabado durante muchos años.
En 2005, para el 60.º aniversario de Kaliningrado y el 750.º de Königsberg, homenajeado con la visita del presidente de Rusia Vladímir Putin, el exterior del edificio se pintó de color azul claro y se instalaron ventanas. Estas obras disminuyeron su aspecto inquietante, pero algunos las criticaron por ser una moderna «fachada Potemkin», ya que su interior siguió inacabado e inutilizable.
Un consultor alemán recomendó derribar toda la estructura y construir un edificio nuevo por ser más barato y seguro que intentar reparar y completar la estructura existente. Mientras que algunos consideran a la Casa de los Sóviets uno de los peores ejemplos de la arquitectura soviética de la posguerra, otros la ven como un buen ejemplo de la arquitectura brutalista.
En 2020, el gobernador del óblast de Kalinigrado Antón Alijánov, anunció un plan para la demolición y reconstrucción de la Casa de los Sóviets, después de que la administración regional tomara posesión del edificio en julio de 2019. Las obras deberían haber comenzado en los primeros meses de 2021 y finalizar en 2025. La decisión fue rechazada por la rama local del Partido Comunista, que exigía la convocatoria de un referéndum sobre el futuro de la Casa de los Sóviets.